# Saïda (provins)

Saïdas i Algeriet

Saïda (arabiska: ولاية سعيدة) är en provins (wilaya) i nordvästra Algeriet. Provinsen har 328 685 invånare (2008). Saïda är huvudort.

## Administrativ indelning
Provinsen är indelad i 6 distrikt (daïras) och 16 kommuner (baladiyahs).